# 高克林
高克林（1907年3月11日—2001年6月18日），原名高文敏，又名高子谦、王子和、高尔伯、高仰之，男，陕西华县人，中华人民共和国政治人物。

## 生平
高克林是陕西华县赤水镇（今渭南市华州区）程高村人。

### 民国时期
1920年，进入华县高小读书。1922年，父亲因肺炎去世。1924年，在陕西西安成德中学读书，早年受魏野畴影响参加革命。1924年至1927年，任中国社会主义青年团西安支部书记。1926年参加第三混成旅，任军事政治学校共青团支部书记，国民联军第五军政治部宣传科科长、西安中山军事学校政治部组织科科长兼中共总支部书记。1927年秋，在陕军新编第三旅任中共总支部书记，旅军委书记。1928年5月，参与组织渭华起义，任西北工农革命军军委委员、总司令部参谋主任。1929年秋，任中共北平市委军委书记。
1930年，起任中共顺直省委军委秘书、中共天津市委军委书记。1932年春，到河北邢台，任中共直南特委军委书记，后任中共大名中心县委书记。1935年8月，起任中共陕西省委书记。1936年秋，任在驻陇东华池县的东北军工委书记。1937年春，任陕甘宁特区党委组织科科长、秘书长。
抗日战争时期，1937年11月至1938年5月，任中共洛川工委书记。工委机关驻地设在洛川城内西大街屈崇福院。城内红军办事处改称第十八集团军驻洛川办事处，办事处主任叶运高。洛川城内国共双方都有驻军，八路军炮兵团撤走后，八路军警备四团来洛川驻防，团长陈先瑞。由于国民党政府派钟相毓任驻洛川的陕西省第三区行政督察专员兼保安司令，并派中统特务高仲谦任洛川县党部书记长，高克林以警备四团政治处副主任身份同国民党驻军及地方头面人物接触，开展工作。1938年5月，中共陕甘宁边区党委决定在洛川工委基础上成立中共洛川特委，高克林任特委书记，特委管辖区域为洛川县、黄陵县、富县和宜君县四县，特委任务是：建立和发展党的地下组织、开展抗日统一战线工作、发展地方武装、保护由国民党统治区去延安的青年学生。1940年1月，高克林调回延安学习。不久，高克林任中共直属机关总支书记。后任中共陕甘宁边区党委改称的中央中央西北工作委员会秘书。1941年8月1日中共中央做出《关于调查研究的决定》。毛泽东得知边区运盐方面存在畏难局面后，吩咐高岗写一份关于运盐的调查报告，并且要求三天完成。高岗把这任务交给高克林。8月13日当晚高克林在富县城区召集刚从定边县盐池运盐回来的城区副区长鲁忠才和王毓贤、孔照庆了解情况，鲁忠才详细叙述了第一次运盐的经过，王毓贤、孔照庆做了补充。高克林连夜写出3000字的调查报告，未及润色修改，天亮后就发往了延安。毛泽东看过高克林写的调查报告后给予高度评价，并于1941年8月26日为这个调查报告写了按语：

“这是一个用简洁文字反映实际情况的报告，高克林同志写的，值得大家学习。现在必须把那些‘下笔千言、离题万里的作风扫掉，把那些‘夸夸其谈扫掉，把那些主观主义、形式主义扫掉。高克林同志的这篇报告是在一个晚上开了一个三个人的调查会之后写出的，他的调查会开得很好，他的报告也写的很好。我们需要的是这类东西，而不是千篇一律的‘夸夸其谈，而不是那些党八股。”

毛泽东亲自给高克林写的运盐报告定名为《鲁忠才长征记》，并推荐于1941年9月14日由《解放日报》发表了毛泽东为《鲁忠才长征记》写的评语以及《鲁忠才长征记》的前半部分，翌日又发表了后半部分。这个调查报告不仅在贯彻边区政府运盐《决定》中发挥了指导作用，而且还在延安整风的整顿党风和文风中起了作用，成为当时延安整風学习的参考材料之一。
1941年冬，高克林任延安民族学院副院长（高岗任院长）。1942年10月至1945年2月，任中共塞北工委书记兼晋绥军区塞北军分区政治委员。1945年2月，任绥蒙区党委书记、绥蒙军区政治委员。第二次国共内战期间，任中共中央晋绥分局委员，雁门区党委书记兼雁门军区政治委员，绥蒙区党委书记兼绥蒙军区政治委员。1949年初，他代表中共中央，和中华民国华北剿总归绥指挥所主任董其武商议和平，并最终签署《绥远协议》。

### 共和国时期
1949年5月至1952年8月，任中共绥远省委书记，兼任绥远军区政治委员、副政治委员；1949年12月至1954年6月，任绥远省军政委员会副主席。1951年，任中国人民解放军第二十三兵团政治委员，率部参加朝鲜战争，任中国人民志愿军第二十三兵团政治委员（董其武任司令员）。1952年7月至12月，任中共山西省委书记兼山西省军区政治委员。1953年1月至1954年8月，任华北行政委员会委员。1953年9月至1954年9月，任最高人民检察署副检察长。1954年11月至1961年3月，任最高人民法院副院长。1959年4月，当选第二届全国人大法案委员会委员。1960年11月至1966年10月，任中共中央西北局书记处书记。
文化大革命期间受迫害。1978年3月，当选为第五届全国人大常委会委员。1979年2月起，任第五届全国人大常委会法制委员会副主任，1979年6月，为第五届全国人大法案委员会副主任委员。1982年9月，当选为中共中央顾问委员会委员。2001年6月18日，在北京逝世。